# Њу Блумфилд (Мисури)
Њу Блумфилд (енгл. New Bloomfield) град је у америчкој савезној држави Мисури.

## Демографија
По попису из 2010. године број становника је 669, што је 70 (11,7%) становника више него 2000. године.
| Група             | 2000.       | 2010.       |
| Белци             | 573 (95,7%) | 627 (93,7%) |
| Афроамериканци    | 3 (0,5%)    | 7 (1,0%)    |
| Азијати           | 2 (0,3%)    | 4 (0,6%)    |
| Хиспаноамериканци | 5 (0,8%)    | 8 (1,2%)    |
| Укупно            | 599         | 669         |